# Família de Ace
A família de Ace (em latim: Aceensis; em armênio: Ակեացի; romaniz.: Akeats’i) foi uma família nobre armênia (nacarar) da Antiguidade e Idade Média.

## História
Segundo Moisés de Corene, a família recebeu do mítico Valarsaces I (século III a.C.) o distrito de Ace, na Vaspuracânia, como seu principado. Segundo Cyril Toumanoff, essa apresentação estilizada reforça sua origem dinástica, que provavelmente são uma reminiscência dos príncipes carducos. A Lista de Trono (Գահնամակ, gahnamak) os menciona em 44.ª posição entre as casas nobres. A Lista Militar (Զորնամակ, Zōrnamak), o documento que indica a quantidade de cavaleiros que cada uma das famílias nobres devia ceder ao exército real em caso de convocação, afirma que podiam arregimentar 300 cavaleiros. Sua última menção ocorreu no século X, quando apareceram como vassalos da família Arzerúnio no Reino de Vaspuracânia.